# Egg Firm
Egg Firm (株式会社エッグファーム, Kabushiki gaisha Eggu Fāmu, stylisée EGG FIRM) est une société de production, de planification et de gestion d'animation japonaise, située à Nakano dans la préfecture de Tokyo, au Japon, fondée le 10 mars 2015.

## Histoire
EGG FIRM est fondée le 10 mars 2015 par Nobuhiro Osawa, ancien producteur de Genco, dans le but de devenir une société de production et de planification pour les anime,.
Le nom de la société signifiant littéralement « Firme d'œufs » (卵商会, Tamago shōkai) ; elle a été nommée ainsi selon les idées comparant les contenus d'anime à des œufs mais également à la société se voulant être un « conteneur qui élève des œufs » et d'« accorder un lieu d'activité de qualité aux jeunes qui ont de la volonté et du talent ».
Le 1er avril 2016, EGG FIRM conclut un partenariat avec Straight Edge, créé par l'éditeur de light novel Kazuma Miki (ja) ; Osawa et Miki ont été nommés administrateurs externes des entreprises distinctes.
En juillet 2016, la société a annoncé qu'elle collaborait avec l'auteur de light novel Reki Kawahara, le scénariste d'anime Ichirō Ōkouchi et le réalisateur d'anime Akiyuki Shinbo afin d'étendre ses activités de planification, de production et d'animation de projets d'anime. Ils deviennent de cette façon des actionnaires de la société.
En octobre 2019, EGG FIRM et le studio d'animation White Fox ont annoncé qu'ils ont investi dans un nouveau studio d'animation appelé Studio Bind, fondé en novembre 2018, qui est chargé de l'adaptation de la série Mushoku Tensei,.

## Productions

### Séries télévisées
| Année | Titre                                                   | Dates de 1re diffusion | Dates de 1re diffusion | Nb. éps.   | Notes                                                                  |
| Année | Titre                                                   | Début                  | Fin                    | Nb. éps.   | Notes                                                                  |
| ----- | ------------------------------------------------------- | ---------------------- | ---------------------- | ---------- | ---------------------------------------------------------------------- |
| 2015  | DanMachi: Familia Myth                                  | 4 avril 2015           | 27 juin 2015           | 13         | Coopération de production pour J. C. Staff.                            |
| 2015  | Gate                                                    | 4 juillet 2015         | 26 mars 2016           | 24         | Coopération de production pour A-1 Pictures.                           |
| 2015  | Shimoseka                                               | 4 juillet 2015         | 19 septembre 2015      | 12         | Coopération de production pour J. C. Staff.                            |
| 2015  | Prison School                                           | 11 juillet 2015        | 26 septembre 2015      | 12         | Coopération de production pour J. C. Staff.                            |
| 2016  | Saiki Kusuo no Ψ nan                                    | 11 juillet 2016        | 26 septembre 2016      | 12         | Basée sur le manga de Shūichi Asō ; coproduite avec J. C. Staff.       |
| 2017  | Schoolgirl Strikers: Animation Channel (en)             | 7 janvier 2017         | 1er avril 2017         | 13         | Production pour J. C. Staff.                                           |
| 2017  | Rinne                                                   | 8 avril 2017           | 23 septembre 2017      | 25         | 3e saison de la série ; coopération de production pour Brain's Base.   |
| 2017  | DanMachi: Sword Oratoria                                | 15 avril 2017          | 1er juillet 2017       | 12         | Coopération de production pour J. C. Staff.                            |
| 2017  | Knight's & Magic                                        | 2 juillet 2017         | 24 septembre 2017      | 13         | Coopération de production pour 8-Bit.                                  |
| 2017  | UQ Holder!: Magister Negi Magi! 2                       | 3 octobre 2017         | 19 décembre 2017       | 12         | Production pour J. C. Staff.                                           |
| 2017  | Konohana kitan (ja)                                     | 4 octobre 2017         | 20 décembre 2017       | 12         | Coopération de production pour Lerche.                                 |
| 2017  | Kino no Tabi : The Beautiful World - Animated Series    | 6 octobre 2017         | 22 décembre 2017       | 12         | Production pour Lerche.                                                |
| 2018  | Saiki Kusuo no Ψ nan II                                 | 17 janvier 2018        | 27 juin 2018           | 12         | Suite de Saiki Kusuo no Ψ nan ; coproduite avec J. C. Staff.           |
| 2018  | Sword Art Online Alternative Gun Gale Online            | 8 avril 2018           | 30 juin 2018           | 12         | Production pour 3Hz.                                                   |
| 2018  | Last Period: The Journey to the End of the Despair (ja) | 12 avril 2018          | 28 juin 2018           | 12         | Production pour J. C. Staff.                                           |
| 2018  | Sword Art Online: Alicization                           | 7 octobre 2018         | 31 mars 2019           | 24         | Suite de Sword Art Online II ; production pour A-1 Pictures.           |
| 2018  | Saiki Kusuo no Ψ nan: Conclusion                        | 28 décembre 2018       | 28 décembre 2018       | 2          | Suite de Saiki Kusuo no Ψ nan II ; coproduite avec J. C. Staff.        |
| 2019  | Endro! (ja)                                             | 13 janvier 2019        | 31 mars 2019           | 12         | Production pour Studio Gokumi.                                         |
| 2019  | DanMachi: Familia Myth II                               | 13 juillet 2019        | 28 septembre 2019      | 12         | Suite de DanMachi ; production pour J. C. Staff.                       |
| 2019  | Kandagawa Jet Girls (ja)                                | 8 octobre 2019         | 7 janvier 2020         | 12         | Production pour TNK.                                                   |
| 2019  | No Guns Life                                            | 10 octobre 2019        | 24 septembre 2020      | 24         | Production pour Madhouse.                                              |
| 2019  | Sword Art Online: Alicization - War of Underworld       | 13 octobre 2019        | 19 septembre 2020      | 23         | Suite de Sword Art Online: Alicization ; production pour A-1 Pictures. |
| 2021  | Mushoku Tensei                                          | 11 janvier 2021        | 20 décembre 2021       | 23         | Production pour Studio Bind.                                           |
| 2021  | Rumble Garanndoll (en)                                  | 11 octobre 2021        | À venir                | 12         | Œuvre originale.                                                       |
| 2022  | Shokei shōjo no bājin rōdo                              | 2022                   | À venir                | À annoncer | Adaptation du light novel de Mato Satō,.                               |

### ONA
| Année | Titre                             | Dates de 1re diffusion | Dates de 1re diffusion | Nb. éps. | Notes                                        |
| Année | Titre                             | Début                  | Fin                    | Nb. éps. | Notes                                        |
| ----- | --------------------------------- | ---------------------- | ---------------------- | -------- | -------------------------------------------- |
| 2019  | Saiki Kusuo no Ψ nan: Ψ Shidō-Hen | 30 décembre 2019       | 2019                   | 6        | Coproduite avec J. C. Staff ; série Netflix. |

### Films d'animation
| Année | Titre                           | Date de sortie  | Notes                           |
| ----- | ------------------------------- | --------------- | ------------------------------- |
| 2016  | Accel World: Infinite Burst     | 23 juillet 2016 | Coproduction pour Sunrise.      |
| 2017  | Sword Art Online: Ordinal Scale | 18 février 2017 | Coproduction pour A-1 Pictures. |
| 2019  | DanMachi: Arrow of the Orion    | 15 février 2019 | Coproduction pour J. C. Staff.  |